# 松下 Lumix DMC-LX100
Lumix DMC-LX100是松下电器於2014年9月15日发布的一款數位相机，这是配备1300万像素4/3英寸画幅传感器的便携相机。 LX100包含一个F1.7-2.8，等效35mm焦距24-75mm（实际物理焦距f = 10.9 - 34 mm）的徕卡认证DC VARIO-SUMMILUX镜头，276.4万像素点电子取景器，3英寸92.1万像素点LCD屏幕，内置无线传输功能。此相机可以拍摄4K解析度（超高清，Ultra HD）30帧视频或者1080P（全高清，FHD）60帧视频。相比于常见的数码相机，LX100具有多个拨盘，手动光圈、快门速度、曝光补偿调节，当时在市的卡片相机里，只有LX100使用了4/3英寸的传感器。但是体积的限制导致镜头成像的像场面积小于图像传感器，因此相对于一英寸传感器数码相机（特别是索尼的竞品RX100）的大传感器优势被削弱，尽管如此LX100对一英寸传感器的数码相机仍具有成像优势。
自2018年8月22日起，下一代继任者Lumix DC-LX100 II （或称LX100M2）上市，第二代LX100的图像传感器的分辨率升级到2200万像素，屏幕也更新成了3英寸124万像素点的LCD触摸屏，但是传感器没有更新，机身设计没有改变，上一代像场不足的问题LX100M2并没有改善，实际输出照片的最大有效像素是1700万。